# Dolenji Lazi

Lega kraja v Atlasu okolja

Dolenji Lazi je gručasto naselje v občini Ribnica. Leži v severovzhodnem delu Ribniškega polja, pod zakraselo Malo goro.
Večina hiš stoji vzhodno od železniške proge Ljubljana - Kočevje, le zaselek Pod Stenami je ob glavni cesti Škofljica - Kočevje. Vas se hitro širi in je že združena z Bregom in Gričem. 
Med Zapužami in Dolenjimi Lazi je bila leta 1988 zgrajena kapela Lurške matere božje. Postavljena je na mestu nekdanje kapele, porušene v drugi svetovni vojni.
Okolica vasi je kraška, zelo vrtačasta. Na pobočjih Male gore je kraška jama Žiglovica.
V Dolenjih Lazih se je rodil arhitekt Milan Mihelič. Dolenji Lazi so rojstna vas Franceta Dejaka, enega od treh znanih preživelih domobrancev iz povojnih pobojev v Kočevskem Rogu.